# Джоново (Куявсько-Поморське воєводство)
Джоново (пол. Drzonowo) — село в Польщі, у гміні Лісево Хелмінського повіту Куявсько-Поморського воєводства.
Населення — 145 осіб (2011).
У 1975-1998 роках село належало до Торунського воєводства.

## Демографія
Демографічна структура станом на 31 березня 2011 року:
|          | Загалом | Допрацездатний вік | Працездатний вік | Постпрацездатний вік |
| -------- | ------- | ------------------ | ---------------- | -------------------- |
| Чоловіки | 82      | 14                 | 63               | 5                    |
| Жінки    | 63      | 8                  | 46               | 9                    |
| Разом    | 145     | 22                 | 109              | 14                   |